# 은한섭
은한섭(殷漢燮, 1881년 음력 1월 29일 ~ 1953년 양력 5월 17일)은 대한제국과 일제강점기의 경찰 겸 관료로, 본관은 행주이며 본적은 전라북도 정읍군 영원면이다. 다른 이름으로 은성의(殷成宜)가 있다.

## 생애
1900년대에 궁내부에서 주사를 지낸 대한제국의 하급 관리였다. 대한제국의 실권이 일본에 넘어가 경찰 조직도 장악당한 1908년에는 전북 고부경찰서에서 순사로 재직하고 있었다.
이 무렵은 1907년 대한제국 군대 해산 이후 의병 운동이 전국적으로 일어난 시기였다. 순사인 은한섭은 토벌 작전에 가담하여 의병항쟁을 무력화시키는데 협조했다. 1909년에 의병장 정일국을 체포한 것이 대표적이다. 정일국은 전라북도 지역을 거점으로 의병 부대를 이끌면서 경찰서와 관청을 습격해 일본인을 살해하고 군자금을 모은 혐의로 교수형에 처해졌다.
같은 해 9월부터 호남 지역에서는 일본군과 합동으로 남한 대토벌 작전이 개시되었다. 전례없이 대규모의 병력과 헌병, 경찰이 총동원되어 대대적인 토벌 작전을 벌임으로써 호남 지역 의병부대는 거의 전멸되는 피해를 입었고, 다른 지역 의병항쟁까지 위축되는 결과를 낳았다. 은한섭은 이 작전에 참가하여 의병 5인을 체포하는 공적을 세웠다. 한일 병합 조약 체결 이후인 1913년 전라북도 고부군에서 남부면 겸 동부면 서기로 근무했다는 사실이 확인된다.
대한민국 친일반민족행위진상규명위원회가 2007년에 발표한 친일반민족행위 195인 명단 중 경찰 부문에 포함되었다. 2008년 친일인명사전 편찬 준비 과정에서 공개된 민족문제연구소의 친일인명사전 수록예정자 명단에도 들어 있다.

## 참고자료
- 친일반민족행위진상규명위원회 (2007년 12월). 〈은한섭〉 (PDF). 《2007년도 조사보고서 II - 친일반민족행위결정이유서》. 서울. 1467~1472쪽쪽. 발간등록번호 11-1560010-0000002-10. [깨진 링크(과거 내용 찾기)]
- 정일국 : 독립유공자 공훈록 - 국가보훈처